# Astropecten ornatissimus
Astropecten ornatissimus är en sjöstjärneart som beskrevs av Fisher 1906. Astropecten ornatissimus ingår i släktet Astropecten och familjen kamsjöstjärnor. Inga underarter finns listade i Catalogue of Life.